# Robert Devaney

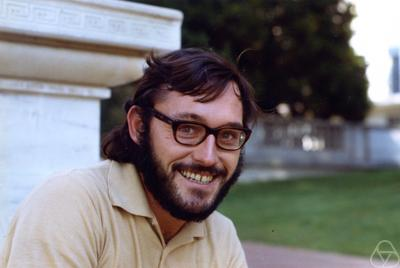
Robert Devaney

Robert Luke Devaney (* 9. April 1948 in Methuen, Massachusetts) ist ein US-amerikanischer Mathematiker.
Devaney studierte am College of the Holy Cross (Bachelor 1969) und wurde 1973 an der University of California, Berkeley bei Stephen Smale mit der Dissertation "Reversible Diffeomorphisms and Flows" promoviert. Er lehrte an der Northwestern University und Tufts University, bevor er 1980 Professor an der Boston University wurde. Im Juni 2018 wurde er emeritiert.
Devaney befasst sich mit dynamischen Systemen und mathematischer Chaostheorie (zum Beispiel Mandelbrot-Menge, Julia-Menge), verfasste darüber einige Lehrbücher für unterschiedliche Zielgruppen und hält darüber regelmäßig in den USA und international Vorträge. Er ist seit über 18 Jahren Organisator der Math Field Days der Boston University für Schüler und erhielt für seine pädagogische Arbeit mehrere Preise der Mathematical Association of America, der National Science Foundation (deren Dynamical Systems Technology Project er seit 1989 leitete) und der Universität Boston. Er ist Fellow der American Mathematical Society.

## Schriften
- mit Stephen Smale, Morris Hirsch: Differential equations, dynamical systems and an introduction to chaos, Academic Press 2004 (2. Auflage)
- An introduction to chaotic dynamical systems, Addison-Wesley 1986, 2. Auflage 1990
- A first course in chaotic dynamical systems - Theory and Experiment, Perseus Press 1992
- Chaos, Fractals and Dynamics: Computer Experiments in Modern Mathematics, Addison-Wesley 1989
- mit Paul Blanchard, G. Hall Differential Equations, Brooks/Cole 1998, 2005
- Singular perturbations of complex polynomials, Bulletin AMS, Band 50, 2013, 391–429, Online
- Devaney: Cantor and Sierpinski, Julia and Fatou: complex topology meets complex dynamics, Notices AMS, Januar 2004